# Oratorio di Sant'Andrea dei pescivendoli

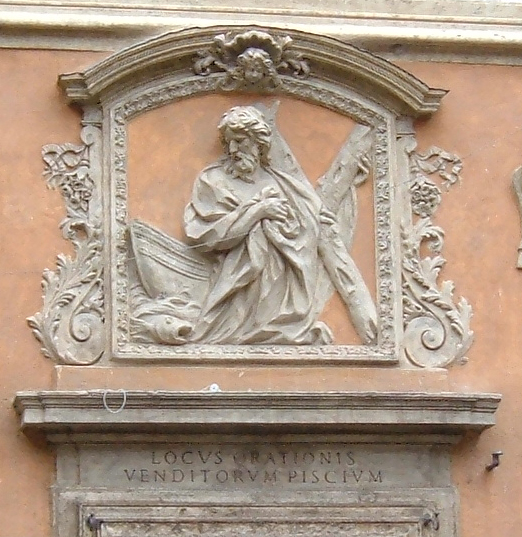
Particolare della facciata dell’oratorio

L'oratorio di Sant'Andrea dei pescivendoli, è un annesso della chiesa di Sant'Angelo in Pescheria di Roma, oggi sconsacrato, situato in via del Foro Piscario, nel rione Sant'Angelo.

## Storia
L'oratorio fu consacrato nel 1689 come luogo di preghiera dell'Università dei Pescivendoli, come si può leggere ancora oggi al di sopra del portale: Locus orationis venditorum piscium. La cappella è prossima all'antico Portico d'Ottavia, sin dal Medioevo mercato del pesce di Roma. Il protettore dell'Università è Sant'Andrea, l'apostolo pescatore, a cui è stato dedicato l'oratorio. Di notevole interesse è un altorilievo posto sopra il portale d'ingresso raffigurante Sant'Andrea con un pesce, opera di Michel Maille, con la collaborazione di Lorenzo Ottoni.
L'edificio, di proprietà del Comune di Roma, è oggi adibito ad attività commerciali.